# Federació d'Associacions d'Editors de Premsa, Revistes i Mitjans Digitals
La Federació d'Associacions d'Editors de Premsa, Revistes i Mitjans Digitals és una entitat creada el 17 de juny de 2014 que agrupa l'Associació de Publicacions Periòdiques en Català (APPEC), l'Associació Catalana de la Premsa Comarcal (ACPC) i l'Associació de Mitjans d'Informació i Comunicació (AMIC) i té per objectiu potenciar la col·laboració i la generació de sinergies entre les diferents associacions i els seus editors.
La Federació agrupa en total unes cinc-centes publicacions digitals i en paper catalanes i en català. El 21 de gener de 2015 va celebrar la primera assemblea general, en la qual presentà els seus estatuts. Entre les primeres activitats, al març d'aquell mateix any, va organitzar les "Jornades Internacionals de la Premsa de Proximitat", el maig va lliurar els premis de la "Nit de les Revistes i la Premsa en Català", que fins aleshores havien estat a càrrec de l'APPECC, i el 30 de juny presentà el Llibre Blanc de les Revistes i la Premsa en Català. L'abril del 2015 obrí el portal d'internet iQUIOSC.cat, una plataforma digital per a consultar i llegir la majoria de les publicacions periòdiques en català.
Lluís Gendrau, editor del Grup Enderrock i president de l'APPEC, en fou nomenat el primer president rotatori, amb un mandat d'un any. El gener del 2016 fou nomenat president Ramon Grau i Soldevila, editor del Grup Totmedia i president de l'AMIC. El febrer del 2017 el substituí en el càrrec Francesc Fàbregas, editor del Grup El Vallenc i president de l'ACPC.